# Střelba v židovském muzeu v Bruselu
Střelbu v židovském muzeu v Bruselu (francouzsky Attentat du Musée juif de Belgique), ke které došlo dne 24. května 2014 v centru samotného Bruselu  jíž podlehly tři oběti namístě a jedna jejím následkům podlehla posléze, měl na svědomí Mehdi Nemmouche, devětadvacetiletý francouzský občan arabského původu. Jako džihádista, vystupující pod jménem Abu Omar, se např. v minulosti účastnil také bojů v Sýrii.